# Eugeniusz Kokosiński
Eugeniusz Kokosiński (ur. 16 grudnia 1910 w Warszawie, zm. 20 grudnia 2012 w Londynie) – polski fotograf, wynalazca i konstruktor mechanik. 
Był synem Andrzeja Kokosińskiego (1864-1938) i jego żony Florentyny z domu Boruckiej (1883-1938). W czasie II wojny światowej żołnierz 1 Samodzielnej Brygady Spadochronowej. We współpracy ze swoim dawnym prof. Władysławem Marynowiczem, odkrył proces posteryzacji, pozwalający na wykonywanie kolorowych zdjęć z czarno-białych negatywów. Był członkiem Królewskiego Towarzystwa Fotograficznego. Pochowany na cmentarzu Bródnowskim (kwatera 32M-3-23). 